# HMS Colombo (D89)
HMS Colombo (D89) là một tàu tuần dương hạng nhẹ thuộc lớp tàu tuần dương C của Hải quân Hoàng gia Anh Quốc, được chế tạo trong giai đoạn cuối Chiến tranh Thế giới thứ nhất, và thuộc lớp phụ Carlise, vốn còn bao gồm HMS Carlisle, HMS Cairo, HMS Calcutta và HMS Capetown, khác biệt so với các lớp phụ trước đó, khi được bổ sung một "mũi tàu đánh cá" nâng mũi tàu lên cao hơn để đi biển tốt hơn, cũng như không có các tháp chỉ huy hỏa lực. Tên của nó được đặt theo thủ đô Colombo của Ceylon, tức Sri Lanka ngày hôm nay, và nó là chiếc tàu duy nhất của Hải quân Hoàng gia được mang cái tên này.
Colombo được đặt lườn tại xưởng đóng tàu Fairfield Shipbuilding and Engineering Company vào ngày 8 tháng 12 năm 1917. Nó được hạ thủy vào ngày 18 tháng 12 năm 1918 và được đưa ra hoạt động cùng Hải quân Hoàng gia vào ngày 18 tháng 6 năm 1919. Colombo được đưa ra hoạt động quá trễ để có thể tham gia Thế Chiến I, nhưng đã phục vụ trong Chiến tranh Thế giới thứ hai.
Trong những năm giữa hai cuộc thế chiến, nó phục vụ tại Viễn Đông cùng với Hạm đội Viễn Đông từ tháng 6 năm 1919 đến năm 1926, trước khi được bố trí đến American and West Indies Station. Nó quay trở lại Hạm đội Viễn Đông từ tháng 7 năm 1932 đến năm 1935, trước khi quay trở về Anh Quốc để được đưa về lực lượng dự bị.
Nó trải qua giai đoạn đầu của Chiến tranh Thế giới thứ hai cùng với Hạm đội Nhà Anh Quốc, khi nó chiếm được tàu buôn Đức Henning Oldendorff về phía Đông Nam Iceland; và nó cũng tham gia việc săn đuổi các tàu chiến-tuần dương Đức Scharnhorst và Gneisenau sau vụ đánh chìm chiếc HMS Rawalpindi. Sau đó nó quay trở lại phục vụ tại Hạm đội Viễn Đông từ tháng 8 năm 1940 đến tháng 6 năm 1942 trước khi lại quay trở về Anh Quốc cho một đợt tái trang bị và cải biến từ tháng 6 năm 1942 đến tháng 3 năm 1943.
Giống như đa số các tàu chị em, nó được cải biến thành một tàu tuần dương phòng không, và tiếp tục phục vụ cho đến hết chiến tranh với khả năng này. Colombo sống sót qua cuộc chiến tranh, và bị bán để tháo dỡ vào ngày 22 tháng 1 năm 1948. Nó được cho kéo đến xưởng tàu của Cashmore tại Newport vào ngày 13 tháng 5 năm 1948 để tháo dỡ.